# Igreja de São Pedro dos Clérigos (Mariana)
A Igreja de São Pedro dos Clérigos é um importante templo católico barroco do município de Mariana, Minas Gerais, no Brasil.

## História
Foi construída pela Irmandade de São Pedro dos Clérigos, composta de padres seculares. O templo foi fundado em 1731, sob os auspícios do bispo Dom Manuel da Cruz, e segundo Cláudia Damasceno Fonseca, a ereção do edifício foi encarregada ao construtor português José Pereira dos Santos com a colaboração de Manuel Francisco de Araújo, mas as obras só começaram em 1753 com a preparação do terreno, e avançaram com muita lentidão, com ciclos de atividade e paralisação, prolongando-se até o século XIX e jamais sendo concluída, sendo abandonada em torno de 1820 sem que as torres tivessem sido erguidas.
Elas só seriam completadas entre 1920-1922 em um estilo um tanto diferente, sob a supervisão do padre e arquiteto Arthur Hoyer. A decoração do interior tampouco foi executada, salvo o altar-mor, e mesmo este ficou incompleto, nunca recebendo a típica douração e pintura. No entanto, é uma obra de talha em madeira de qualidade superior, e abriga uma estátua de São Pedro de grande tamanho e sofisticada execução.

## Descrição

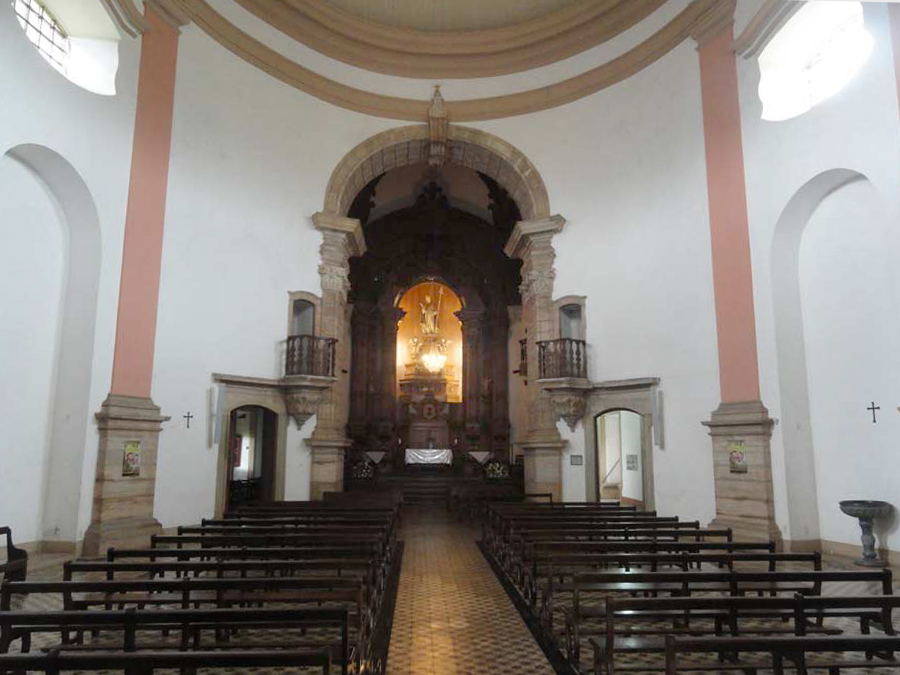
Vista da capela-mor e parte da nave de planta arredondada

### Planta arredondada
Sua planta tem grande originalidade, atribuída a Antônio Pereira de Sousa Calheiros, responsável também pela Igreja Nossa Senhora do Rosário, em Ouro Preto. É desenhada sobre duas elipses entrelaçadas e um módulo retangular na parte posterior, que é ocupado pela sacristia. Este formado, extremamente raro no Brasil,  tradicionalmente era preferencial nas irmandades de São Pedro, por ser uma reminiscência da rotunda da Basílica de São Pedro no Vaticano. As torres têm seção quadrada e o teto é côncavo.
Segundo John Bury, "embora haja uma grande distância entre as proporções pesadas da de São Pedro [dos clérigos] do Rio de Janeiro e a harmoniosa Nossa Senhora do Rosário de Ouro Preto, etilicamente as duas igrejas, juntamente com a São Pedro dos Clérigos de Mariana, constitui um episódio isolado na história da arquitetura no Brasil".

### Exterior

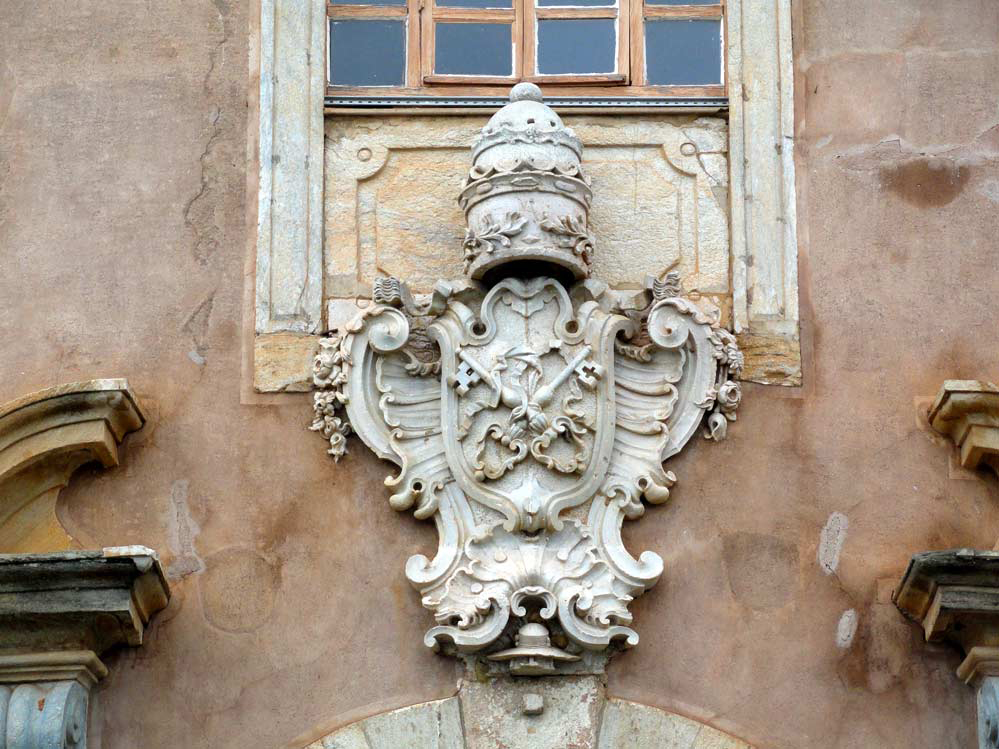
Brasão papal no frontispício

Seu exterior é adornado com detalhes esculpidos em pedra-sabão, um material típico da região, muito utilizado no barroco mineiro. A fachada da igreja apresenta uma riqueza de ornamentos, incluindo estátuas de santos, anjos e elementos florais, que se destacam em contraste com a pedra em tons escuros. Seu telhado lembra um casco de tartaruga.

### Interior

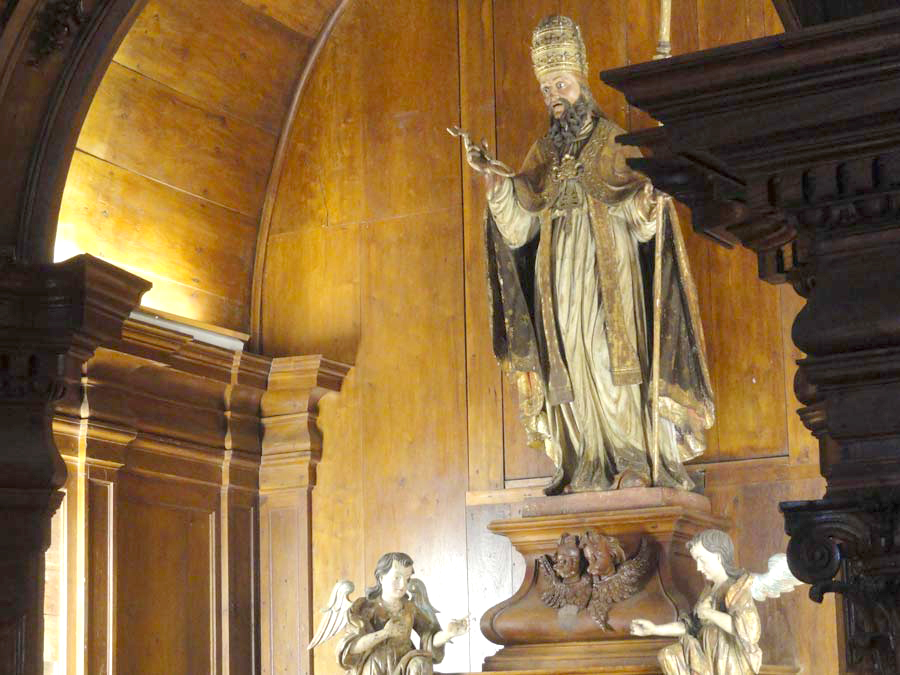
Estátua de São Pedro Papa no altar-mor

O interior inacabado resguarda um retábulo entalhado em “riquíssimo cedro”, única peça terminada em seu interior. Além das imagens veneradas no altar, incluindo São Pedro Papa portando as chaves do paraíso, que foi trazida do Porto para Mariana, nos tempos coloniais. Há ainda entalhado galos e a inscrição tibi dabo claves caelorum em um medalhão, ambos simbolismos atribuidos a São Pedro.
Não há retábulos laterais, mas nichos abertos na parede bombeada da nave que, conjectura-se, deveriam receber retábulos dedicados aos quatro evangelistas, obra inacabada.

## Arquivo Eclesiástico da Arquidiocese de Mariana
Em um prédio anexo à Igreja de São Pedro dos Clérigos localiza-se o Arquivo Eclesiástico da Arquidiocese de Mariana, que recolhe e organiza toda a documentação histórica da Arquidiocese de Mariana. Inicialmente foi instalado em uma sala anexo da Catedral da Sé, todavia, a medida que o arquivo crescia foi transferido para outros edíficios. Entre eles a primeira residência episcopal de Mariana, o Palácio do Conde de Assumar; o Palácio da Olaria, atual Museu da Musica; na Casa Capitular, atual Museu Arquidiocesana da Arte Sacra; e por último, e atualmente, para o prédio anexo a Igreja de São Pedro dos Clérigos.